# Wrzący Garnek

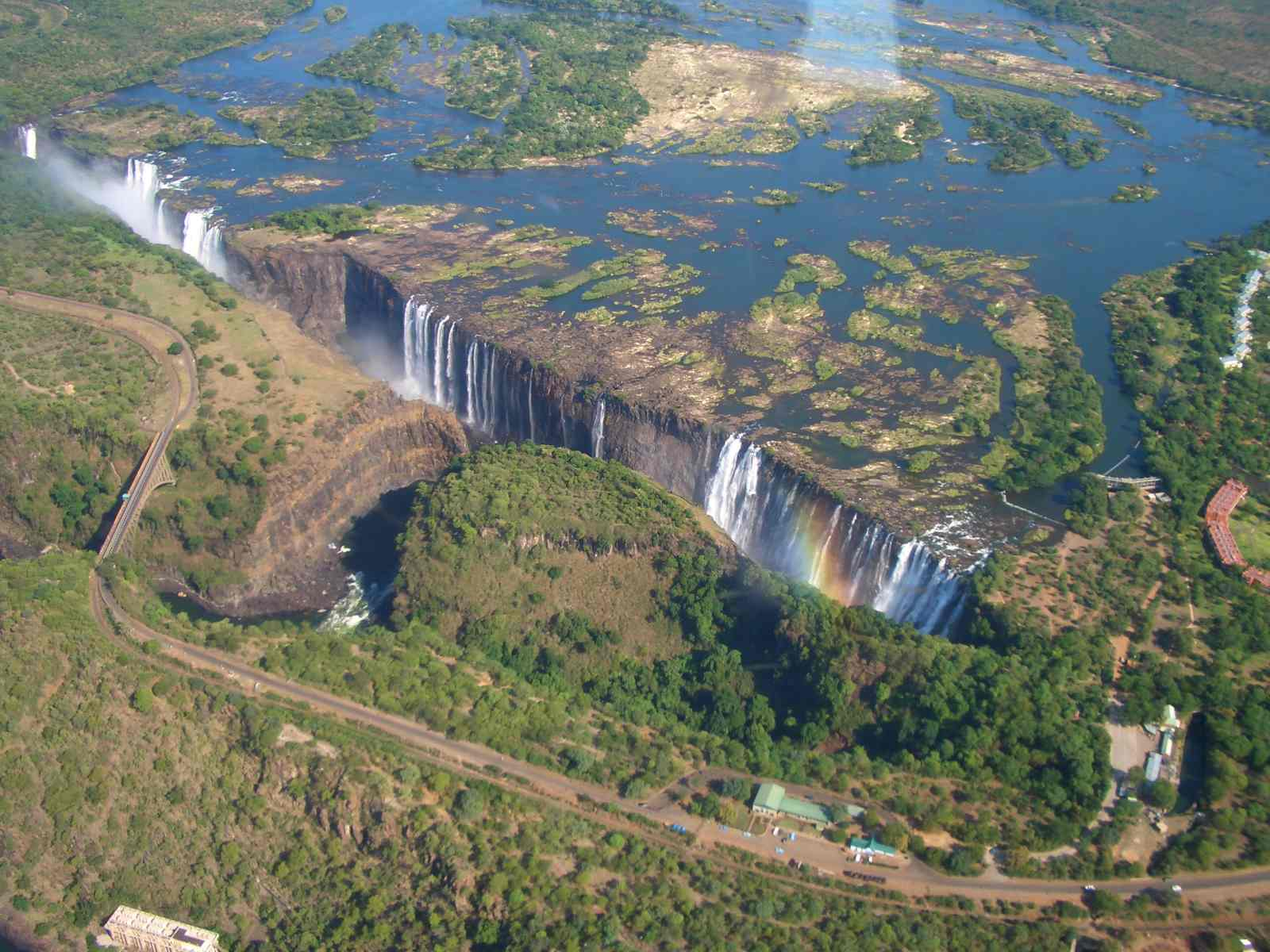
Most kolejowy i Wrzący Garnek w lewej, dolnej części zdjęcia

Wrzący Garnek (także: Wrzący Kocioł, ang. boiling pot) – fragment Wodospadów Wiktorii znajdujący się na granicy Zimbabwe i Zambii.
Wrzący Garnek znajduje się naprzeciwko głównej ściany wodospadów, dokładnie naprzeciw skały o nazwie Fotel, rozdzielającej od siebie Wodospad Tęczowy i Wodospad Wschodni. Wody z obu tych wodospadów łączą się w Garnku - skłębione masy wodne wciskają się do wąskiej na 30-40 metrów bruzdy. W okresach suchych głębokość wody w Garnku wynosi zaledwie około 17 metrów, jednak w czasie przyborów ulega podwojeniu. W takich porach woda przepływa przez kipiel z prędkością do 150 km/h. 
Środkiem Garnka przebiega granica państwowa. W 1905 zbudowano nieco poniżej Garnka most kolejowy bez podpór pośrednich. Obiekt na linii Livingstone - Bulawayo ma 200 metrów długości i znajduje się około 110 metrów nad średnim poziomem wody.